# Cando (Einheit)
Cando, auch Kando, Kandi und Kondo, war in Ostindien ein Längenmaß und war die große Elle.
In Goa war es die Leinwandelle und hatte eine Länge von 17 Ellen (holländ.). In Myanmar war die Länge gleich der venetianischen Elle (636,8 Millimeter).
- 1 Cando = 528 1/5 Pariser Linien = 1,191 Meter

Cando war auch ein peruanisches Längenmaß. Das Ellenmaß sollte der venezianischen Elle mit 636,8 Millimeter gleich gewesen sein.